# 新蚌埠路
新蚌埠路，是中国安徽省合肥市的一条东北-西南向干道，原称合青路、张洼路，后恰逢蚌埠路改名长江东路，故更名新蚌埠路。新蚌埠路是合肥东北城区重要的交通干道之一，起于 合肥绕城高速北部正接 合相路，经魏武路、天水路、北二环路等多条主干道于北一环上的三角线桥接明光路。目前涉及本路的快速化改造正在前期工作中。